# Бокалич Иглич, Висенте
Висенте Бокалич Иглич (исп. Vicente Bokalic Iglic; род. 11 июня 1952, Ланус, Аргентина) — аргентинский кардинал, лазарист. Титулярный епископ Суммы и вспомогательный епископ архиепархии Буэнос-Айреса с 15 марта 2010 по 23 декабря 2013. Епископ Сантьяго-дель-Эстеро с 23 декабря 2013 по 22 июля 2024. Архиепископ Сантьяго-дель-Эстеро и примас Аргентины с 22 июля 2024. Кардинал-священник с титулом церкви Санта-Мария-Маддалена-ин-Кампо-Марцио с 7 декабря 2024.